# Lucien Roche
Pour les articles homonymes, voir Roche (homonymie).
Lucien Roche est un homme politique français né le 9 décembre 1865 à Joigny (Yonne) et décédé le 20 février 1954 à Bassou (Yonne).

## Biographie
Serrurier et mécanicien à Bassou, il est conseiller municipal en 1896 et maire de 1914 à 1931. Conseiller d'arrondissement en 1919, il est président du conseil d'arrondissement de 1925 à 1940. Il est député de l'Yonne de 1928 à 1932. Élu sous l'étiquette radical-socialiste, il s'inscrit au groupe des indépendants de gauche.

## Sources
- « Lucien Roche », dans le Dictionnaire des parlementaires français (1889-1940), sous la direction de Jean Jolly, PUF, 1960 [détail de l’édition]